# Го Босюн
Го Босю́н (кит. упр. 郭伯雄, пиньинь Guō Bóxióng; род. в июле 1942 г. в уезде Лицюань провинции Шэньси) — китайский генерал-полковник, член Политбюро ЦК КПК (2002—2012), заместитель председателя Центрвоенсовета (член с 1999 года).
Член КПК с марта 1963 г., член ЦК КПК 15-17-го созывов (с 1997 г.), член Политбюро 16-17-го созывов.

## Биография
По национальности ханец. В 1958 г. начал трудовую деятельность, рабочий завода № 408. С августа 1961 г. на службе в Народно-освободительной армии Китая. Окончил специальные курсы при Военной академии НОАК. 
В 1981—1982 гг. — начальник штаба 55-й дивизии 19-го корпуса Сухопутных войск НОАК. 
В 1982—1983 гг. — заместитель начальника оперативного отдела штаба Ланьчжоуского военного округа НОАК. 
В 1983—1985 гг. — начальник штаба 19-го корпуса Сухопутных войск НОАК. 
В 1985—1990 гг. — заместитель начальника штаба Ланьчжоуского военного округа НОАК. 
В 1990—1993 гг. — командующий 47-м армейским корпусом Сухопутных войск НОАК. 
В 1993—1997 гг. — заместитель командующего Пекинским военным округом НОАК. 
В 1997—1999 гг. — командующий Ланьчжоуским военным округом НОАК. 
В 1999—2002 гг. — постоянный заместитель начальника и заместитель секретаря парткома Генерального штаба НОАК. 
В 2002—2012 гг. заместитель председателя Военного совета ЦК КПК, в 2003—2013? гг. заместитель председателя Центрального военного совета КНР.
В июле 2015 года в отношении Го Босюна началось расследование по обвинении в коррупции. Он признался, что получал огромные взятки в обмен на повышение подчиненных. В июле 2016 года он был приговорен военным судом к пожизненному заключению.